# نتو
اطلاعات نتو
بورنموث
تیم فعلی
```
برزیل
```

ملیت
34 (19 ژوئیه 1989)
سن
190 cm
قد
دروازه‌بان
پست اصلی
1
شماره پیراهن
راست
پای تخصصی
درباره نتو

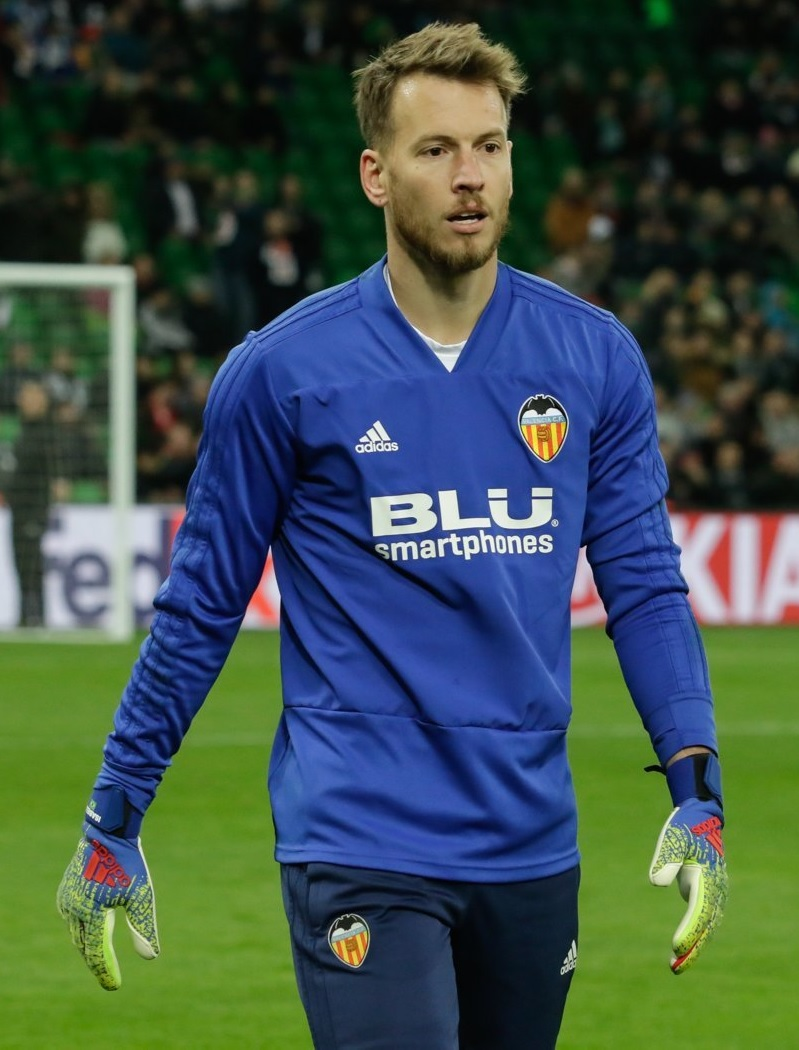
نتو در یک بازی لیگ اروپا

نتو با ملیت کشور برزیل، 34 سال (19 ژوئیه 1989) سن دارد، قد او 190 سانتی‌متر می‌باشد. نتو به عنوان دروازه‌بان برای تیم خود بازی می‌کند و از پای راست خود به خوبی بهره می‌گیرد .
این بازیکن در حال حاضر با شماره 1 برای تیم فوتبال بورنموث بازی می‌کند.
آخرین بازی نتو برای تیم فوتبال بورنموث مقابل تیم نیوکاسل می‌باشد. این بازی با نتیجه نیوکاسل (2 - 2) بورنموث به پایان رسید. نتو در این مسابقه 90 دقیقه بازی کرد، 4 سیو داشت و نمره 6.4 کسب کرد.
شما در صفحه بازیکن می‌توانید مشخصات فردی بازیکن، بازی‌های وی و همچنین آمار کامل بازیکن را به صورت فصل به فصل و بازی به بازی مشاهده می‌کنید.

## دوران باشگاهی
نتو در تیم‌های فوتبال اتلتیکو پارانائنزه و فیورنتینا سابقهٔ حضور دارد. این بازیکن همچنین در سال، ۲۰۱۲ برای، تیم ملی زیر ۲۳ سال برزیل به میدان رفته‌است.

### یوونتوس
نتو در تاریخ ۳ ژوئیه ۲۰۱۵ با قراردادی چهارساله به یوونتوس پیوست. با حضور بوفون در ترکیب اصلی نتو فرصت زیادی برای بازی در ترکیب اصلی تیم پیدا نکرد و در اولین فصل حضور خود در یوونتوس فقط ۴ بازی در ترکیب قرار گرفت. اولین تجربه او در ۲۳ سپتامبر ۲۰۱۵ در بازی مقابل فروزینونه رقم خورد که با تساوی ۱–۱ به پایان رسید. او توانست اولین کلین شیت خود را در دربی تورین مقابل تورینو کسب کند که یووه در این بازی با نتیجه ۴–۰ به برتری رسید. این بازی در چارچوب رقابت‌های کوپا ایتالیا برگزار شد. دومین کلین شیت او در بازی پایانی لیگ در ۱۴ مه ۲۰۱۶ به دست آمد. یوونتوس در این بازی ۵–۰ سمپدوریا را شکست داد و قهرمانی خود در سری آ را جشن گرفت. وی در ۲۱ مه کلین شیت دیگری را در فینال کوپا ایتالیا انجام داد. یووه با برتری ۱–۰ مقابل آث میلان قهرمان کوپا ایتالیا شد.

### والنسیا
او در ۴ ژوئیه ۲۰۱۷ با قراردادی ۴ ساله به والنسیا پیوست.

### بارسلونا
او در ۲۵ می ۲۰۱۹ با قرار دادی ۴ساله به ارزش ۲۶+۹ میلیون یورو به بارسا پیوست.

## دوران ملی
نتو در سال ۲۰۱۲ شش بار برای تیم ملی زیر ۲۳ سال برزیل به میدان رفته‌است.